# Sociedade Portuguesa de Ciências Naturais
A Sociedade Portuguesa de Ciências Naturais (SPCN) foi fundada em 15 de abril de 1907.

## História
A sociedade teve como fundadores Matoso dos Santos, Miguel Augusto Bombarda, Alfredo Bensaúde, Carlos Belo de Morais, Joaquim da Silva Tavares, S.J., Augusto Pereira Nobre, Aires José Kopke Correia Pinto, Aníbal de Bettencourt, Jùlio Guilherme de Bettencourt Ferreira, João Augusto Pereira de Azevedo Neves, Carlos França, Manuel Rebimbas, S.J., Cândido de Azevedo Mendes, S.J., Gonçalo António da Silva Ferreira Sampaio, José Maximiano Correia de Barros, Carlos Zimmermann, S.J., Alphonse Luisier, S.J., Camilo Torrend, S.J., Augusto Pires Celestino da Costa, António de Oliveira Pinto, S.J. e Mark Anahory Athias.
Além dos sócios fundadores, estiveram ligados à SPCN cientistas como Antero de Seabra, Carlos Teixeira e Germano Sacarrão.
O "Jornal das Ciencias Naturais", o "Bolletin et Mémoires de la Société de Sciences Naturelles" e "Naturalia" foram periódicos publicados pela Sociedade Portuguesa de Ciências Naturais.